# August Martin (Mediziner)

August Eduard Martin

August Eduard Martin (* 14. Juli 1847 in Jena; † 26. November 1933 in Berlin) war ein deutscher Gynäkologe und Geburtshelfer.

## Leben
Martin kam am 14. Juli 1847 als Sohn von Eduard Arnold Martin, einem Ordinarius für Geburtshilfe, in Jena zur Welt. In seiner Heimatstadt und in Berlin studierte Martin Medizin, wo er 1866 Mitglied der Burschenschaft Arminia auf dem Burgkeller wurde, erhielt seine gynäkologische Ausbildung bei seinem Vater an der Berliner Universitätsfrauenklinik, wohin Eduard Martin inzwischen berufen wurde, und promovierte in den Jahren 1870 und 1871 bei ihm und Karl Schroeder. 1872 legte Martin das Staatsexamen ab; seine Habilitation erfolgte 1876 in derselben Klinik.
Unter anderem wegen persönlicher Intrigen verließ Martin die Universitäts-Klinik, sodass er vorerst keine akademische Laufbahn wahrnehmen konnte. Daher gründete Martin in Berlin eine Privatklinik und bot dort als Privatdozent operative Kurse für Ärzte an. 1893 wurde er zum außerordentlichen Professor an der Friedrich-Wilhelms-Universität in Berlin ernannt und verblieb dort bis 1899.
Martin veröffentlichte bis zum 1. April 1899 bereits 192 Publikationen, sowie 11 literarische Werke. Er war mit Alfons von Rosthorn Herausgeber der Monatsschrift für Geburtshilfe und Gynäkologie und 34 wissenschaftlicher Schriften seiner Mitarbeiter. Martin gilt vorwiegend als ein Vertreter des vaginalen Operierens. Er ging dabei auch Gebiete an, die aus heutiger Sicht abdominal und endoskopisch sind, wie Tuboovarialabszesse, Adnex-Tumoren, Ovarialzysten und -tumoren. Daher kamen auch Ärzte aus anderen Ländern, um von Martin zu lernen.
Als Martin am 1. April 1899 zum Leiter der Frauenklinik nach Greifswald berufen wurde, galt er bereits als einer der „bedeutendsten deutschen Gynäkologen“ und als „Nestor der operativen Gynäkologie“. Er zog nach Greifswald, um sein ersehntes Ordinariat zu erhalten, weil die dortige medizinische Fakultät zu der Zeit einen sehr guten Ruf hatte, und er Beziehungen zu Friedrich Theodor Althoff, sowie dem preußischen Finanzminister hatte. Sie versprachen Martin Hilfe, um die nach ihrer Meinung heruntergekommene Klinik zu restaurieren. Bis 1907 fanden daher Umbau- und Erweiterungsarbeiten an der Klinik statt, sodass sie letztendlich die doppelte Größe erreichte.
Im Jahr 1902 gründete Martin die Pommersche Gynäkologische Gesellschaft, welche die zweite gynäkologische Gesellschaft im norddeutschen Raum wurde. Ab 1904 geriet Martin mit Althoff wegen der Ordinariatsbesetzung in Streit. Dadurch wurde die Finanzierung von Althoff für die Klinik eingestellt und Schikane auf sie ausgeübt. Martin bat deshalb, und wegen Ohrenproblemen, 1907 um seine Entlassung.
In der Folge ließ sich Martin erneut in Berlin nieder. 1923 veröffentlichte er seine Autobiografie Werden und Wirken eines deutschen Frauenarztes. Er verstarb etwa zehn Jahre später in Berlin.
Martin galt als ein hervorragender Operateur, der diverse gynäkologische und geburtshilfliche Operationsmethoden entwickelte und besonders die vaginalen Operationen vervollkommnete. Nach ihm wurde beispielsweise die „Martin-Operation“, die die vaginale Entfernung eines Myoms des Corpus uteri und die operative Sterilitätsbekämpfung durch Spaltung des Eileiters ermöglicht, benannt. Außerdem wandte Martin plastische Operationen gegen Lageanomalien des Uterus an. Ferner entwickelte er Methoden zum Eingriff bei Gebärmutteranomalien und am Muttermund. Von Martin wurden acht verschiedene medizinische Instrumente in die operative Praxis eingeführt und tragen seinen Namen. Außerdem verfasste Martin zahlreiche Werke im Themenbereich der Gynäkologie und war Ehrenmitglied der Deutschen Gesellschaft für Gynäkologie und Geburtshilfe.